# Bad Ragaz Senior Open 2011
Het Bad Ragaz Senior Open is een golftoernooi van de Europese Senior Tour. In 2011 wordt het van 1 - 3 juli gespeeld op Golf Club Bad Ragaz in Zwitserland.
Dit toernooi staat op de agenda in de week nadat de spelers op de Koninklijke Haagsche Golf & Country Club het Dutch Senior Open speelden. Het prijzengeld is voor beide toernooien €250.000.
De Australiër Peter Fowler won het toernooi.

## Verslag
Voor Carl Mason heeft dit toernooi steeds meer goede herinneringen. Hij won het in 2007, 2008 en 2010. Ook het baanrecord van 61 staat sinds 2008 op zijn naam. In 2008 maakte hij tijdens de laatste ronde ook nog een hole-in-one op hole 3. Mason is de enige speler die dit toernooi drie keer gewonnen heeft. Inmiddels heeft hij in 2011 zijn 24ste overwinning behaald, hetgeen een record is op de Senior Tour.
Ronde 1
De par van deze baan is 70'
Claude Grenier, een clubpro die in de buurt van Wenen lesgeeft, zorgde voor een verrassing door met een ronde van 64 binnen te komen, gelijk aan het baanrecord van Juan Quiros in 2006 en Carl Mason in 2008, maar iets later kwam Angel Fernandez met een score van 61 binnen, een nieuw baanrecord. Daarmee bleef hij de rest van de dag aan de leiding.
Ronde 2
Het gebeurt niet vaak dat er geen wisseling aan de top van het spelersveld is, maar Fernandez is mooi uitgelopen en de Oostenrijkse clubpro heeft zijn tweede plaats vast gehouden. Carl Mason heeft de eerste ronde niet afgemaakt hoewel hij al op -3 stond.
Ronde 3
Fernandez stond na negen holes +3 en Peter Fowler -4 en daarmee stonden beiden op een totaal van -13. Daarna maakte Fernandez nog twee bogeys terwijl Fowler naar -14 ging. Voor Fowler was het de tweede overwinning van 2011.
| Naam            | Score R1 | Score R1 | Nr | Score R2 | Score R2 | Totaal | Nr | Score R3 | Score R3 | Totaal | Nr |
| --------------- | -------- | -------- | -- | -------- | -------- | ------ | -- | -------- | -------- | ------ | -- |
| Peter Fowler    | 66       | -4       | T7 | 65       | -5       | -9     | T9 | 65       | -5       | -14    | 1  |
| Andrew Oldcorn  | 64       | -6       | T2 | 66       | -4       | -10    | 3  | 68       | -2       | -12    | 2  |
| Angel Fernandez | 61       | -9       | 1  | 63       | -7       | -16    | 1  | 75       | +5       | -11    | T3 |
| Claude Grenier  | 64       | -6       | T2 | 65       | -5       | -11    | 2  | 70       | par      | -11    | T3 |

## De spelers
Vier voormalige winnaars doen weer mee.
| - Graham Banister - Mark Belsham - Maurice Bembridge - John Bland (2009) - Gordon J. Brand - Jerry Bruner - Giuseppe Cali - Delroy Cambridge - Bob Cameron - Horacio Carbonetti (2003, 2004) - Luis Carbonetti - John Chillas - Mike Clayton - David Creamer - Mike Cunning - Peter Dahlberg - Rodger Davis - Denis Durnian - Pat Errity | - Marc Farry - Ángel Fernández - Peter Fowler - Angel Franco - Antonio Garrido - John Gould - John Harrison - Mike Harwood - Jimmy Heggarty - Mark James - Nick Job - Doug Johnson - Barry Lane - Bobby Lincoln - Bill Longmuir - Fraser Mann - Carl Mason (2007, 2008, 2010) - Gordon Manson - David Merriman | - Mike Miller - Peter Mitchell - Manuel Moreno - Ian Mosey - Denis O'Sullivan - Manuel Piñero - Eddie Polland - Tony Price - Juan Quiros (2006) - Glenn Ralph - Noel Ratcliffe - Jim Rhodes - Costantino Rocca - Emilio Rodriguez - Boonchu Ruangkit - David J Russell - George Ryall - Andrew Sherborne - Bertus Smit | - Des Smyth - Adan Sowa - Kevin Spurgeon - Joe Stansberry - Jeb Stuart - Tim Thelen - Katsuyoshi Tomori - Sam Torrance - Steve van Vuuren - Chris Williams - Gary Wolstenholme Invitaties - Victor García - Claude Grenier - Helmuth Schumacher - Emilio Rodriguez |